# Pissos
Pissos là một xã, thuộc tỉnh Landes trong vùng Nouvelle-Aquitaine. Xã này có diện tích 140,75 kilômét vuông, dân số năm 2006 là 1227 người. Xã này nằm ở khu vực có độ cao trung bình 58 mét trên mực nước biển.

## Biến động dân số
| Năm | 1962 | 1968 | 1975 | 1982 | 1990 | 1999  | 2006  |
| --- | ---- | ---- | ---- | ---- | ---- | ----- | ----- |
| Dân số | 814  | 908  | 809  | 834  | 970  | 1 097 | 1 227 |
| From the year 1962 on: No double counting—residents of multiple communes (e.g. students and military personnel) are counted only once. |      |      |      |      |      |       |       |